# Санкт-Иоганн-бай-Херберштайн
Санкт-Иоганн-бай-Херберштайн (нем. Sankt Johann bei Herberstein) — коммуна в Австрии, в федеральной земле Штирия. 
Входит в состав округа Хартберг-Фюрстенфельд.  Население составляет 351 человек (на 31 декабря 2005 года). Занимает площадь 2,85 км².

## Политическая ситуация
Бургомистр общины — Вольфганг Хёллербауэр (АНП) по результатам выборов 2005 года.
Совет представителей общины (нем. Gemeinderat) состоит из 9 мест.
Распределение мест:
- АНП занимает 6 мест;
- СДПА занимает 2 места;
- Зелёные занимают 1 место.